# Mike DeWine
Mike DeWine (hay Richard Michael DeWine, sinh ngày 05 tháng 1 năm 1947), người Mỹ gốc Ireland, là một luật gia, chính trị gia của Hoa Kỳ. Ông hiện là Thống đốc thứ 70 của tiểu bang Ohio kể từ năm 2019. Ông nguyên là Tổng Chưởng lý Ohio thứ 50 từ năm 2011 đến năm 2019; Thượng nghị sĩ Thượng viện Hoa Kỳ từ năm 1995 đến năm 2007; Phó Thống đốc Ohio thứ 59 dưới thời Thống đốc George Voinovich từ năm 1991 đến năm 1994; Hạ nghị sĩ Hạ viện Hoa Kỳ khóa 97; Thượng nghị sĩ Thượng viện Ohio; Công tố viên quận Greene, Ohio.
Mike DeWine là Đảng viên Đảng Cộng hòa, học vị Cử nhân Nghệ thuật, Tiến sĩ Luật, chính trị gia bảo thủ. Trong sự nghiệp của mình, ông nổi tiếng là một chính khách thực tế tập trung vào hoạt động tư pháp Ohio cũng như toàn quốc, tham gia nhiều vụ án và phong trào hình sự, đề ra sáng kiến công lý đẩy mạnh pháp luật tiểu bang. Trong thời Đại dịch COVID-19, ông được xem là một Thống đốc dẫn đầu các hoạt động, biện pháp chỉ huy chống dịch, như là hình mẫu liên bang, được ủng hộ từ cả phe Dân chủ đối lập.

## Xuất thân, giáo dục và thời kỳ tư nhân
Mike DeWine sinh ra và lớn lên ở làng Yellow Springs, quận Greene, Ohio, Hoa Kỳ, tên khai sinh là Richard Michael DeWine, là con trai của Jean Ruth (Liddle) và Richard Lee DeWine. Ông sống ở Cedarville, Ohio, cư trú tại Nhà Whitelaw Reid, ngôi nhà lâu đời và được ông mua từ năm 1974. Là người gốc Ireland, ông lớn lên và theo Công giáo La Mã. Năm 1965, ông tới thành phố Oxford, quận Butler, Ohio, theo học Đại học Miami rồi lấy bằng Cử nhân Khoa học về Giáo dục vào năm 1969. Sau đó, ông tới Ada, Ohio, nghiên cứu sinh tại Trường Luật Claude W. Pettit, Đại học Bắc Ohio, trở thành Tiến sĩ Luật (JD) năm 1972.
Ở sự nghiệp cá nhân trong những giai đoạn không phục vụ công, Mike DeWine đã nhận vị trí giảng dạy tại các khóa học của chính phủ ở Đại học Cedarville, Đại học Bắc Ohio và Đại học Miami. Năm 2007, ông gia nhập công ty luật Keating Muething & Klekamp với tư cách là đồng chủ tịch nhóm điều tra của công ty. Ông cũng cố vấn cho chiến dịch tranh cử Tổng thống năm 2008 của John McCain ở Ohio.

## Sự nghiệp

### Các giai đoạn

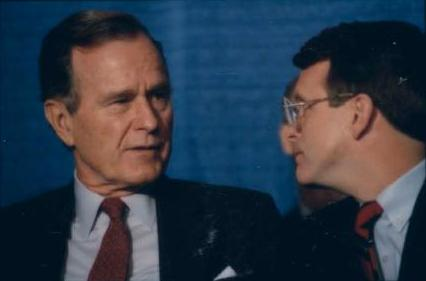
Mike DeWine và Tổng thống George H. W. Bush năm 1990.

Ở tuổi 25, Mike DeWine bắt đầu làm Trợ lý Luật sư Công tố cho quận Greene, Ohio, và năm 1976 được bầu làm Công tố viên quận, phục vụ trong bốn năm. Năm 1980, ông được bầu vào Thượng viện Ohio và phục vụ một nhiệm kỳ hai năm. Hai năm sau, Hạ nghị sĩ Hoa Kỳ Bud Brown của quận bầu cử Quốc hội thứ bảy của Ohio nghỉ hưu sau 18 năm tại Quốc hội, Mike DeWine đã giành được đề cử của Đảng Cộng hòa, và vượt qua cuộc bầu cử vào tháng 11. Ông đã tái đắc cử ba lần nữa từ khu vực này, vùng trải dài từ Springfield đến vùng ngoại ô Columbus, Ohio. Ông tranh cử mà không có đối thủ vào năm 1986 trong thời gian được coi là một năm tồi tệ đối với Đảng Cộng hòa trên toàn quốc. Năm 1990, ông thông báo từ bỏ ghế của mình ở Hạ viện để tranh cử Phó Thống đốc Ohio với tư cách là người đồng hành của Thống đốc George Voinovich. Chiến dịch Voinovich/DeWine đã vượt qua tổng tuyển cử một cách dễ dàng.

### Thượng nghị sĩ Hoa Kỳ
Năm 1992, Mike DeWine tranh cử vào Thượng viện Hoa Kỳ không thành công trước cựu phi hành gia và Thượng nghị sĩ đương nhiệm John Glenn. Năm 1994, Mike DeWine lại tranh cử vào Thượng viện, đánh bại luật sư nổi tiếng Joel Hyatt – con rể của Thượng nghị sĩ đang về hưu Howard Metzenbaum, với cách biệt 14 điểm. Ông tái đắc cử năm 2000, đánh bại Ronald Dickson và cựu Hạ nghị sĩ Hoa Kỳ Frank Cremeans trong cuộc bầu cử sơ bộ và Ted Celeste – em trai của cựu Thống đốc Ohio, Dick Celeste trong cuộc tổng tuyển cử. Tới năm 2006, ông đã bị đánh bại trong cuộc bầu cử giữa kỳ bởi Đảng viên Dân chủ Sherrod Brown, nhận được 905.644 phiếu bầu ít hơn số phiếu mà ông nhận được vào năm 2000. Trong những năm ở Thượng viện, ông là thành viên của Ủy ban Tư pháp Thượng viện và Ủy ban Đặc biệt về Tình báo. Ông cũng là nhà tài trợ đầu tiên của Đạo luật Thế kỷ Không có Ma túy (Drug-Free Century Act) vào năm 1999.

### Tổng Chưởng lý Ohio

#### Tranh cử
Vào ngày 21 tháng 7 năm 2009, Mike DeWine thông báo ý định tranh cử Tổng Chưởng lý của bang Ohio. Đến ngày 02 tháng 11 năm 2010, ông được bầu làm Tổng Chưởng lý, đánh bại đương nhiệm Richard Cordray (D), tỷ lệ 48–46%. Trong cuộc bầu cử sơ bộ ứng viên Tổng thống của Đảng Cộng hòa năm 2012, ông tán thành Tim Pawlenty, sau đó tán thành Mitt Romney sau khi Tim Pawlenty bỏ cuộc đua. Vào ngày 17 tháng 2 năm 2012, ông thông báo rằng ông đã rút lại sự tán thành của mình đối với Mitt Romney và tán thành Rick Santorum (cả DeWine và Santorum đều được bầu làm Thượng nghị sĩ năm 1994, tái đắc cử năm 2000 và thất bại trong cuộc bầu cử lại năm 2006). Mike DeWine nói rằng, "Để được bầu làm Tổng thống, bạn phải làm nhiều hơn là hạ gục đối thủ của mình. Bạn phải cho người dân Mỹ một lý do để bầu cho bạn, một lý do để hy vọng, một lý do để tin rằng dưới sự lãnh đạo của bạn, nước Mỹ sẽ tốt đẹp hơn". Vào ngày 04 tháng 11 năm 2014, Mike DeWine được bầu lại làm Tổng Chưởng lý khi đánh bại đối thủ David A. Pepper.

#### Về đạo luật ACA
Năm 2015, với tư cách là Tổng Chưởng lý của Ohio, Mike DeWine đã đệ đơn kiện lên Tòa án Liên bang quận phí Nam Ohio chống lại một phần của Đạo luật Chăm sóc Giá cả phải chăng (ACA). Trong đơn kiện, ông cáo buộc rằng Chương trình Tái bảo hiểm Chuyển tiếp của ACA, áp dụng mức phí được trả bởi tất cả những người sử dụng lao động cung cấp bảo hiểm sức khỏe nhóm tại nơi làm việc vào năm 2014 là 63 USD cho mỗi người được bảo hiểm và vào năm 2015 là 44 USD; là chương trình vi hiến được áp dụng cho chính quyền tiểu bang và địa phương. Khi đệ đơn kiện, ông tuyên bố rằng khoản phí này là một nỗ lực chưa từng có để phá hủy sự cân bằng thẩm quyền giữa Chính phủ Liên bang và các tiểu bang. Vào tháng 1 năm 2016, Tòa án Liên bang đã bác đơn kiện của ông, Thẩm phán Địa hạt Hoa Kỳ Algenon L. Marbley cho rằng Chương trình Tái bảo hiểm Chuyển tiếp không vi phạm Hiến pháp. Mike DeWine đã kháng cáo, nhưng Tòa Phúc thẩm Hoa Kỳ cho khẳng định đồng thuận Thẩm phán Algenon L. Marbley bác bỏ vụ kiện.

#### Luật hình sự

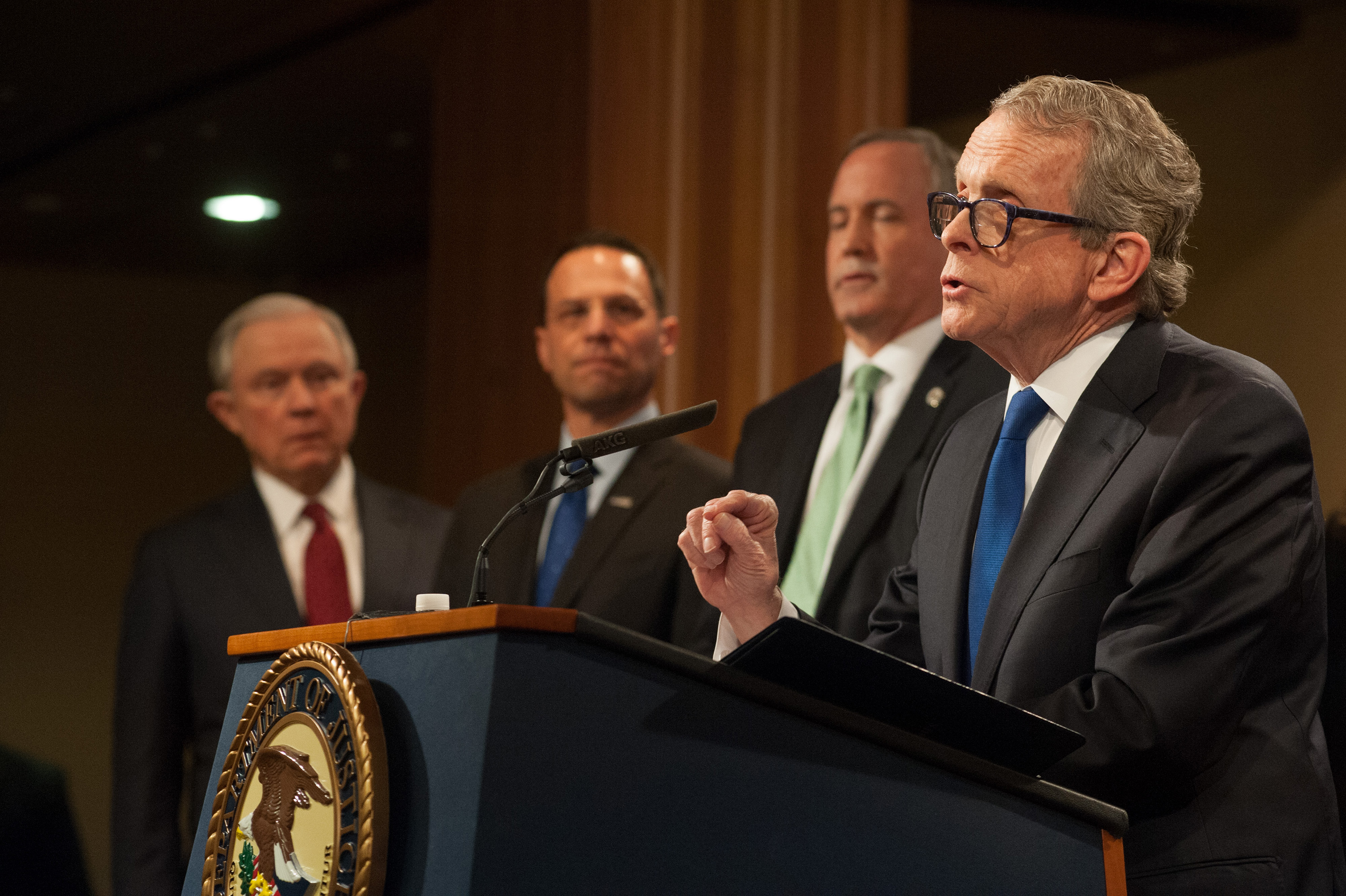
Tổng Chưởng lý Mike DeWine phát biểu năm 2018.

Mục tiêu đã nêu của Mike DeWine là bảo vệ các gia đình Ohio. Do đó, ông đã ưu tiên giảm đáng kể thời gian quay vòng xét nghiệm lập hồ sơ DNA liên quan đến các cuộc điều tra tội phạm mở. Dưới thời người tiền nhiệm của ông, việc kiểm tra DNA tại Cục Điều tra Hình sự (BCI) của Tổng Chưởng lý Ohio mất khoảng bốn tháng trong các vụ án như giết người, cưỡng hiếp và hành hung. Dưới sự quản lý của Mike DeWine, kết quả xét nghiệm DNA hiện được trả lại cho cơ quan thực thi pháp luật địa phương trong vòng chưa đầy một tháng, dẫn đến việc bắt giữ các nghi phạm nguy hiểm nhanh hơn. Khi nhậm chức vào năm 2011, Mike DeWine đã đưa ra sáng kiến kiểm tra bộ dụng cụ tấn công tình dục (SAK) đặc biệt sau khi biết rằng hàng trăm sở cảnh sát trên khắp Ohio có hàng nghìn bộ dụng cụ hiếp dâm chưa được kiểm tra trên kệ phòng chứng cứ của các cơ quan đó. Ông đã đầu tư nguồn lực để kiểm tra 13.931 bộ dụng cụ hiếp dâm chưa được kiểm tra trước đó trong quá trình quản lý của mình, dẫn đến hơn 5.000 lần truy cập DNA trong Hệ thống Chỉ số DNA kết hợp (CODIS). Những kết quả trùng khớp DNA này đã dẫn đến cáo trạng của khoảng 700 kẻ bị cáo buộc hiếp dâm, nhiều người trong số họ là những kẻ tấn công hàng loạt, liên quan đến những vụ án sẽ không bao giờ được giải quyết nếu không có sáng kiến của Mike DeWine. Ông cũng đã khởi động Sáng kiến về Tội phạm đối với trẻ em (Crimes Against Children Initiative), kết hợp các điều tra viên tội phạm của BCI với các luật sư công tố dày dạn kinh nghiệm để điều tra và truy tố những kẻ tấn công trẻ em. Sáng kiến này tập trung vào việc quy trách nhiệm cho những kẻ lạm dụng tình dục và thể chất trẻ em, những người chia sẻ và xem nội dung khiêu dâm trẻ em và những người nhắm mục tiêu vào trẻ em trực tuyến. Văn phòng của ông cũng phát triển một số lực lượng đặc nhiệm để điều tra và truy tố tội phạm buôn người trên toàn tiểu bang.

#### Vấn đề khác

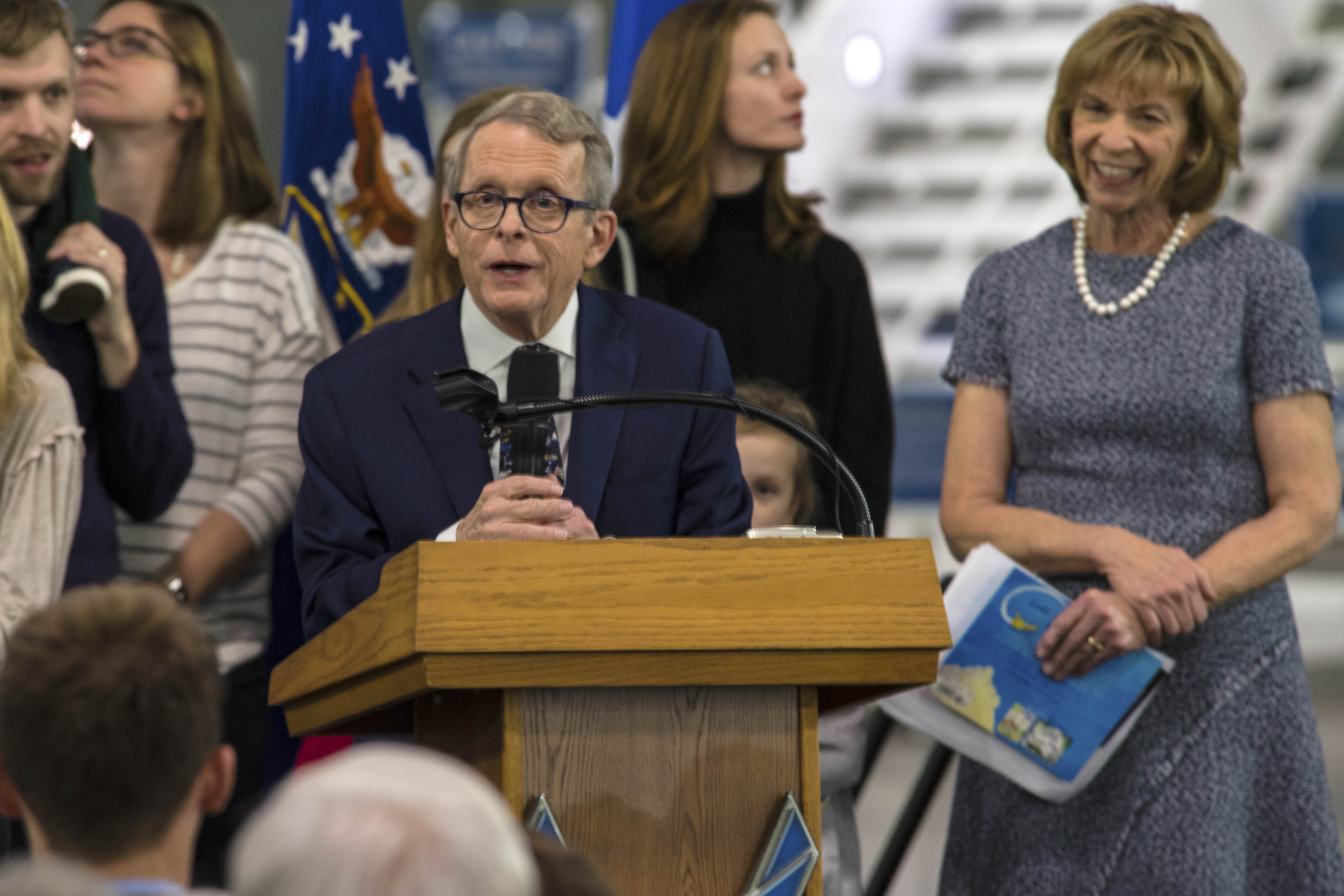
Mike DeWine cùng vợ tại Bảo tàng Không quân Quốc gia Hoa Kỳ.

Về thuốc: trong thời kỳ này, Mike DeWine đã thực hiện các bước để đóng cửa các cơ sở kê đơn thuốc bất hợp pháp ("pill mills") ở Ohio đã thúc đẩy đại dịch opioid. Cuối năm đầu tiên nắm quyền, ông đã làm việc để đóng cửa tất cả 12 cơ sở này ở quận Scioto, được nhiều người coi là trung tâm quốc gia của cuộc khủng hoảng thuốc kê đơn. Những nỗ lực của ông cũng dẫn đến việc hơn 100 bác sĩ và dược sĩ bị mất giấy phép hành nghề do hành vi kê đơn không phù hợp. Vào năm 2013, ông thành lập một cơ quan gọi là Đơn vị Heroin (Heroin Unit) mới để cung cấp cho các cộng đồng Ohio hỗ trợ thực thi pháp luật, pháp lý và tiếp cận cộng đồng để chống lại vấn đề heroin của bang. Đơn vị Heroin thu hút từ các nguồn lực văn phòng mới và bao gồm: dịch vụ điều tra và phòng thí nghiệm BCI, hỗ trợ của Ủy ban Điều tra tội phạm có tổ chức Ohio, hỗ trợ công tố, dịch vụ tiếp cận và giáo dục. Vào tháng 10 năm 2017, Mike DeWine đã công bố một kế hoạch gồm 12 mũi nhọn để chống lại đại dịch opioid Ohio, rút ra từ kinh nghiệm trong việc phá bỏ các cơ sở pill mill, truy tố những kẻ buôn người, hỗ trợ phục hồi và ủng hộ tầm quan trọng của giáo dục phòng ngừa sử dụng ma túy. Ngoài ra, ông đã theo đuổi ngành công nghiệp dược phẩm, kiện các nhà sản xuất và phân phối opioid vì những vai trò bị cáo buộc của họ trong việc tiếp thị gian lận và phân phối opioid không an toàn đã làm bùng phát dịch bệnh ở Ohio và trên toàn quốc.
Vụ Columbus Crew: vào tháng 10 năm 2017, các báo cáo đưa tin rằng Anthony Precourt, nhà đầu tư và điều hành của câu lạc bộ bóng đá Columbus Crew, đang tìm hiểu phương án chuyển đội bóng ra khỏi tiểu bang. Sau khi Cleveland Browns chuyển đến Baltimore vào cuối những năm 1990, Hội đồng Lập pháp Ohio đã thông qua luật yêu cầu các đội thể thao chuyên nghiệp đã chấp nhận hỗ trợ từ ngân khoản thuế phải tạo cơ hội cho các chủ sở hữu địa phương mua đội trước khi bắt đầu di chuyển. Vào tháng 12 năm 2017, Mike DeWine đã gửi một lá thư cho Anthony Precourt nhắc nhở anh ta về các nghĩa vụ của mình theo luật Ohio. Sau khi Anthony Precourt không phản hồi, Mike DeWine đã đệ đơn kiện Anthony Precourt và Major League Soccer vào tháng 3 năm 2018 để thực thi luật Ohio và đòi một cơ hội hợp lý cho các nhà đầu tư địa phương mua lại đội bóng. Khi vụ kiện được đưa ra tòa, một nhóm nhà đầu tư bao gồm Dee Haslam và Jimmy Haslam, chủ sở hữu của Cleveland Browns và gia đình Edwards có trụ sở tại Columbus đã thông báo vào tháng 10 năm 2018 rằng họ đang tính toán chi tiết về một thỏa thuận để giữ đội bóng ở lại Columbus.

## Thống đốc Ohio

### Tranh cử
Vào ngày 26 tháng 5 năm 2016, Mike DeWine thông báo rằng ông sẽ tranh cử chức Thống đốc Ohio vào năm 2018. Ông đã xác nhận lại điều này vào ngày 25 tháng 6 năm 2017, tại buổi hội kem thường niên được tổ chức tại nhà ở Cedarville, Ohio. Vào ngày 01 tháng 12 năm 2017, Mike DeWine chính thức chọn Tổng thư ký Ohio Jon Husted làm người bạn đồng hành của mình. Vào ngày 08 tháng 5 năm 2018, ông đã thành công trong cuộc bầu cử sơ bộ của Đảng Cộng hòa, đánh bại Phó Thống đốc đương nhiệm Mary Taylor, với 59,8% phiếu bầu. Ông đã đối mặt với ứng cử viên của Đảng Dân chủ và cựu Giám đốc Cục Bảo vệ Tài chính Người tiêu dùng Richard Cordray trong cuộc tổng tuyển cử, ông đã vượt qua với tỷ lệ 50,39−46,68%.

### Nhiệm kỳ

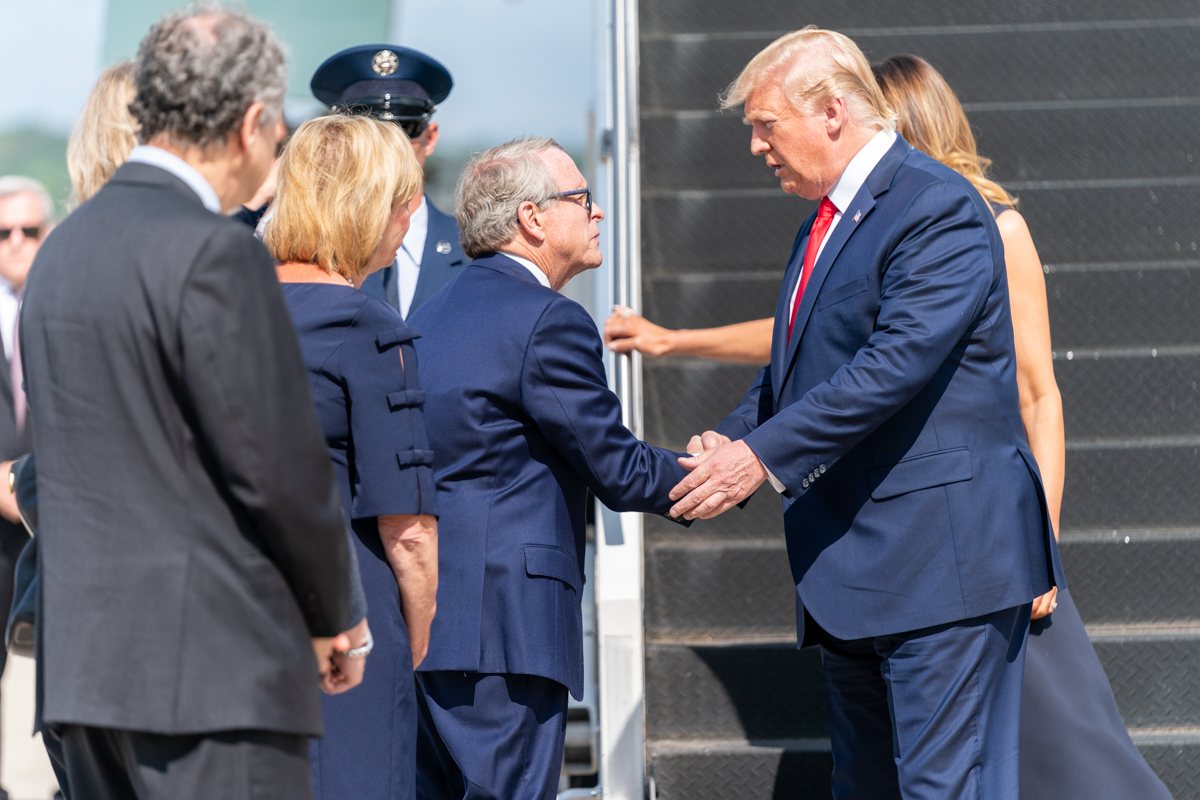
Mike DeWine đón Tổng thống Donald Trump năm 2019.

Vào ngày 22 tháng 2 năm 2019, Tổng thống Trump đã bổ nhiệm Thống đốc Mike DeWine vào Hội đồng Thống đốc lưỡng đảng. Vào ngày 04 tháng 8 năm 2019, một vụ nổ súng hàng loạt đã xảy ra ở Dayton, Ohio, khiến 10 người thiệt mạng và 27 người khác bị thương; điều này xảy ra sau một vụ xả súng hàng loạt khác ở El Paso, Texas chỉ trong mười ba giờ. Trong buổi lễ cầu nguyện cho các nạn nhân của vụ xả súng Dayton vào ngày hôm sau, Mike DeWine đã bị át bởi đám đông hô vang Làm gì đó! (Do something!); câu nói đề cập đến việc thiếu các hành động kiểm soát súng của cơ quan lập pháp ở cấp tiểu bang và liên bang. Vào ngày 06 tháng 8, Mike DeWine đề xuất cho phép các thẩm phán tịch thu súng của những người được coi là có khả năng nguy hiểm và cung cấp cho những người đó điều trị sức khỏe tâm thần trong khi vẫn duy trì các quyền của họ. Các khía cạnh đáng chú ý khác trong kế hoạch của ông bao gồm: mở rộng kiểm tra lý lịch trước khi mua súng; tăng khả năng tiếp cận các dịch vụ sức khỏe tâm thần và hành vi; và tăng hình phạt đối với hành vi sở hữu vũ khí trái phép.
Vào tháng 10 năm 2019, ông đã tổ chức cuộc họp đầu tiên của Ủy ban Cố vấn Trưởng mà ông chỉ định cho tiểu bang. Ủy ban có nhiệm vụ tư vấn cho ông về những nỗ lực khắc phục hàng đầu của tiểu bang. Vào tháng 12 năm 2019, ông bày tỏ sự ủng hộ của mình đối với việc Ohio cho phép các thành phố cấm túi nhựa, phản đối hai dự luật trong cơ quan lập pháp của bang không cho phép lệnh cấm này này, được thúc đẩy bởi các thành viên Đảng Cộng hòa. Vào ngày 10 tháng 12 năm 2019, Trong hội nghị mùa đông của Hiệp hội Nhà thầu Ohio ở Columbus, Mike DeWine nói rằng ông muốn cải thiện các khu vực nghỉ ngơi giữa các tiểu bang ở Ohio bằng cách bổ sung thêm thông tin về lịch sử và văn hóa của Ohio. Vào cuối tháng 12, ông thông báo rằng Ohio sẽ tiếp tục nhận người tị nạn. Trong một bức thư gửi cho Ngoại trưởng Mike Pompeo, DeWine đề cập rằng trước khi vào Hoa Kỳ, có một quá trình kiểm tra lâu dài, phức tạp và cẩn thận được thực hiện bởi nhiều cơ quan liên bang để xác nhận tư cách nhập cảnh của người tị nạn.
Về quân sự: vào tháng 1 năm 2020, Mike DeWine gửi binh sĩ từ Vệ binh Quốc gia Ohio đến Puerto Rico, nơi đã trải qua một số trận động đất. Vào ngày 15 tháng 1, ông đã ký một dự luật tài trợ trị giá 30 triệu USD cho nông dân Ohio để ngăn chặn tảo nở hoa, có hiệu lực vào ngày 01 tháng 2. Đến 27 tháng 1, ông đã ký Dự luật 7 của Thượng viện, mang đến cho các quân nhân vợ chồng của họ cơ hội việc làm tốt hơn bằng cách đơn giản hóa quy trình chuyển giấy phép nghề nghiệp của họ đến Ohio. Vào tháng 2 năm 2020, ông công bố luật lái xe bị phân tâm mới mà ông đang tài trợ. Bên cạnh đó, ông đã thu hút một số chú ý vì từ chối chia sẻ quan điểm của mình về án tử hình của Ohio, vào thời điểm đã đóng băng tất cả các vụ hành quyết ở Ohio vô thời hạn khi bang đấu tranh tìm thuốc tiêm gây chết người.

### Đại dịch COVID-19

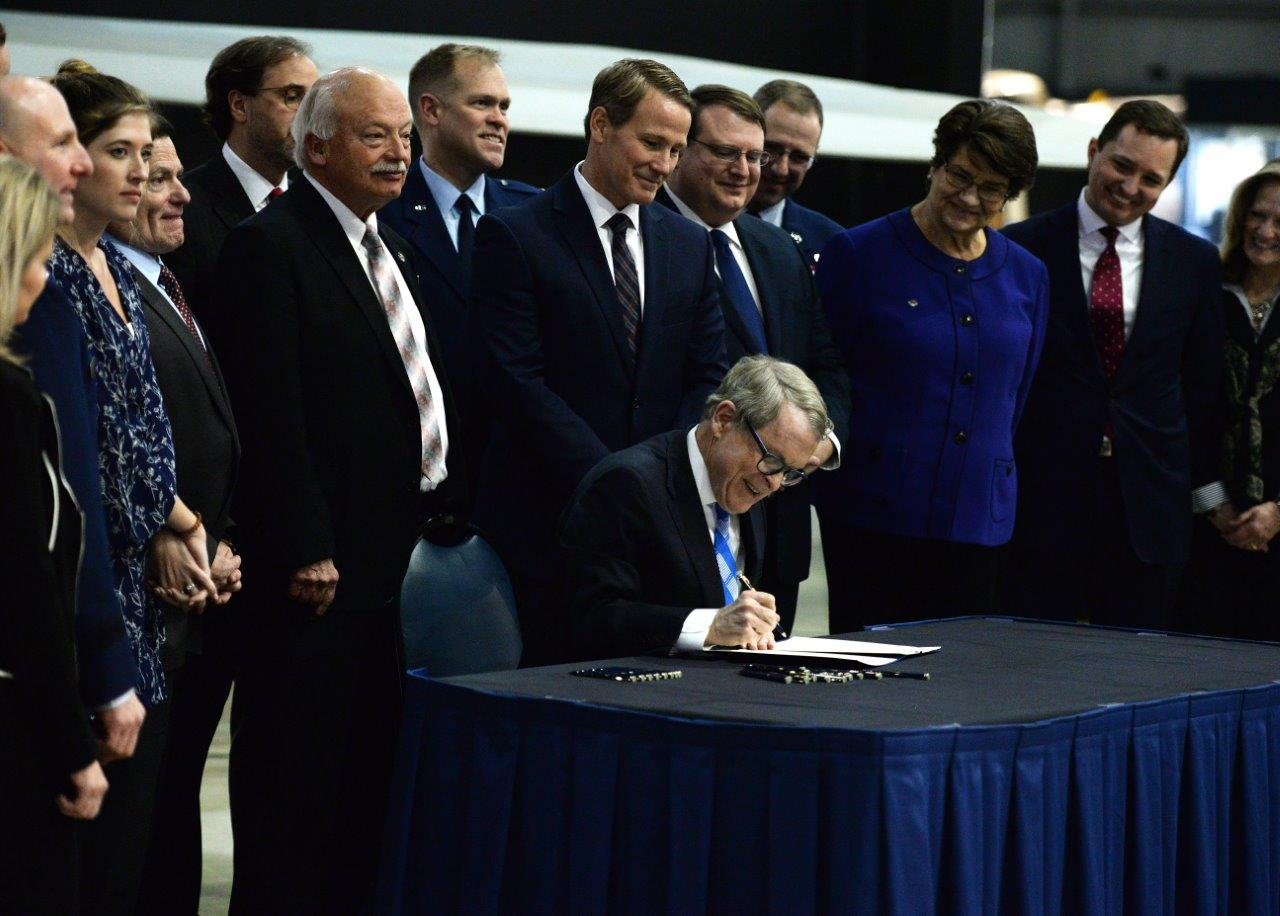
Mike DeWine ký dự luật 7 Thượng viện Ohio năm 2020.

Đầu năm 2020, Bộ trưởng Y tế Ohio, Tiến sĩ Amy Acton đã thông báo về nguy cơ cho cộng đồng liên quan đến chủng loại virus lan truyền từ Vũ Hán. Sau đó, vào ngày 03 tháng 3, Mike DeWine đã hủy bỏ hầu hết các Đại hội thể thao Arnold ở Ohio do mối đe dọa sắp xảy ra của Đại dịch COVID-19 ở Ohio, lúc này chưa có bất kỳ trường hợp mắc bệnh hoặc trường hợp tử vong nào được báo cáo tại bang. Việc hủy bỏ được nhiều người coi là triệt để đối phó vào thời điểm đó, The Washington Post gọi phản ứng của ông và Amy Acton là hướng dẫn quốc gia cho cuộc khủng hoảng và khuyến nghị sách giáo khoa, chỉ ra nhiều trường hợp khi các động thái của Ohio đã sớm được các bang khác làm theo. The Hill cho rằng ông là một trong những Thống đốc tích cực nhất trong việc ứng phó với đại dịch. Ông đã hỗ trợ đối phó COVID-19, ký ủng hộ dự luật tài trợ cùng với 37 Thống đốc khác vào tháng 3 năm 2020. Vào ngày 11 tháng 3 năm 2020, Mike DeWine đã ban hành lệnh giới hạn du khách đến các cơ sở sinh hoạt và viện dưỡng lão được hỗ trợ của Ohio, giới hạn số lượng khách đến thăm mỗi ngày một lần cho mỗi cư dân, với tất cả các du khách phải được kiểm tra bệnh tật. Ông tuyên bố soạn thảo luật để hạn chế các cuộc tụ tập đông người trong tiểu bang. Chính phủ DeWine cấm khán giả tham gia các sự kiện thể thao; và, ngay đêm trước khi diễn ra, ông đã hoãn cuộc bầu cử sơ bộ của Ohio. Dưới lệnh của ông, Ohio trở thành tiểu bang đầu tiên của Mỹ đóng cửa tất cả các trường học. Ông đã chỉ đạo Bộ Y tế Ohio ra lệnh đóng cửa hơn 22.000 địa điểm dịch vụ ăn uống và quán bar của tiểu bang, trừ trường hợp mang ra ngoài. Đây là một trong những vụ đóng cửa nhà hàng sớm nhất của các tiểu bang để đối phó với đại dịch COVID-19, và dẫn tới sự phản đối của nhiều Đảng viên Cộng hòa cấp cao của tiểu bang.

## Lịch sử tranh cử
Tính đến 2021, trong sự nghiệp của mình, Mike DeWine đã tham gia 14 kỳ bầu cử cho các vị trí Thượng nghị sĩ tiểu bang Ohio; Hạ nghị sĩ Hạ viện Hoa Kỳ, Thượng nghị sĩ Thượng viện Hoa Kỳ; Phó Thống đốc, Tổng Chưởng lý và Thống đốc Ohio. Ông đã giành chiến thắng 12 kỳ, thất bại trong hai kỳ bầu cử đều cho vị trí Thượng nghị sĩ.

## Đời tư

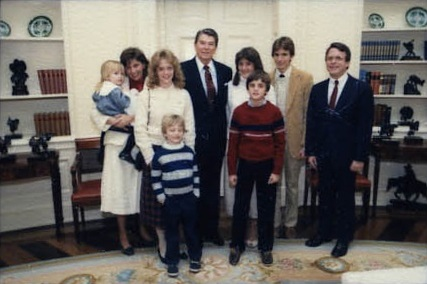
Gia đình Mike DeWine và Tổng thống Ronald Reagan năm 1987.

Mike DeWine và vợ Frances Struewing kết hôn từ ngày 03 tháng 6 năm 1967, lúc hai ông bà cùng 20 tuổi và có với nhau tám người con, một trong số họ đã qua đời trong một vụ tai nạn ô tô năm 1993. Người con trai cả của ông, R. Patrick DeWine, là Thẩm phán Tòa án Tối cao Ohio. Cựu Chủ tịch Đảng Cộng hòa Ohio Kevin DeWine (R) là anh em họ của ông. Mike DeWine và gia đình sở hữu đội Asheville Tourists của giải bóng chày Minor League Baseball.